# Dariusz Radosz
Dariusz Radosz, född 13 augusti 1986, är en polsk roddare.
Radosz tävlade för Polen vid olympiska sommarspelen 2016 i Rio de Janeiro, där han slutade på 4:e plats i scullerfyra. Övriga i roddarlaget var Mateusz Biskup, Wiktor Chabel och Mirosław Ziętarski.